# Голлізм

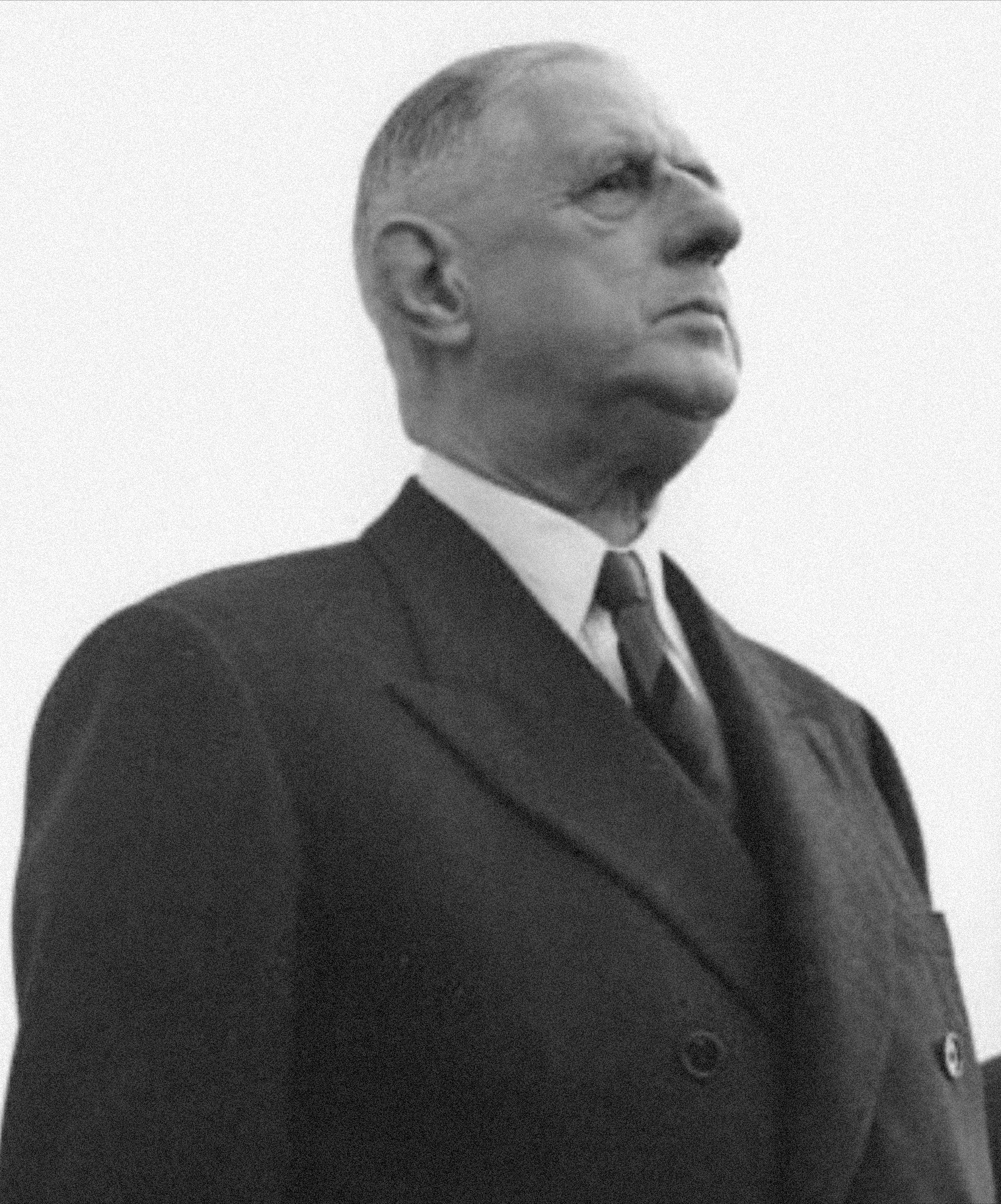
Шарль де Голль, 20 травня 1961 року

Голлізм (фр. gaullisme [ɡolism]) — французька політична ідеологія, заснована на ідеях і діях генерала де Голля.
Емблемою голлізму став лотарингзький хрест. Основною ідеєю голлізму є національна незалежність Франції від будь-якої іноземної держави, але голлізм стосується також громадського та економічного устрою. Голлізм зазвичай вважається правою ідеологією.
Вважається, що для голлізму притаманні консерватизм в соціальних питаннях і дирижизм в економічних.
Сенс слова голлізм змінювався в часі. Спочатку, під час Другої світової війни «голлістами» називали учасників руху опору. Таке позначення використовувалося головним чином німецькою владою і режимом Віші. Після Визволення термін «голлізм» набуває ширшого політичного змісту, що бере початок від ідей генерала де Голля і його прихильників, на противагу іншим партіям і політичним ідеологіям.

## Голлістські партії
Від 1958 року у Франції під різними назвами існувала велика голлістська партія, яка відігравала одну з ключових ролей в політиці. Крім самого де Голля, до голлістської партії належали президенти Жорж Помпіду (1969—1974), Жак Ширак (1995—2007) і Ніколя Саркозі (2007—2012).
- Об'єднання французького народу (РПФ, фр. Rassemblement du peuple français, RPF) (1947—1953)
- Union pour la Nouvelle République (UNR) (1958—1962)
- Union pour la nouvelle République — Union démocratique du travail (UNR-UDT) (1962—1967)
- Union des Démocrates pour la Ve République (UDVe) (1967—1968)
- Союз демократів на підтримку республіки (фр. Union des Démocrates pour la République, UDR) (1968—1976)
- Об'єднання на підтримку республіки (фр. Rassemblement pour la République, RPR) (1976—2002)
- Союз за народний рух (фр. Union pour un mouvement populaire, UMP) (з 2002)

## Ідеологія голлізму
На ідеях Шарля де Голля була заснована нова політична ідеологія, яка отримала назву «голлізм». Він зробив величезний внесок у суспільно-політичний розвиток військової та повоєнної Франції — в історію французької держави та міжнародних відносин.
Основні напрямки голлізму під час правління Шарля де Голля яскраво відбилися в Конституції П'ятої республіки, прийнятої на підставі референдуму у вересні 1958 р., в якій були значно розширені права президента.
Де Голль перетворювався на «вождя нації». Був встановлений режим його «особистої влади». Метою його правління стало відновлення «величі Франції», шляхом незалежної зовнішньої політики. Де Голль дотримувався антиамериканської політики. Були ліквідовані військові бази США, здійснено вихід Франції з військової структури НАТО (1966), засуджена війна США у В'єтнамі, поліпшені відносини з СРСР, з яким було підписано договір з наукових зв'язків.
Основним у розвитку країни голлісти вважали концепцію «асоціації праці, капіталу і кадрів». При Шарлі де Голлі грошова одиниця Франції франк служила національним запасом держави — його так і називали — «важкий франк». Діяльність держпідприємств та підтримка малого бізнесу суворо регламентується міністерствами. Державний сектор робить значний вплив на нові галузі економіки. Іноземний капітал залучається в проекти аерокосмічної промисловості та електроніку. І як наслідок продуктивність праці починає рости, вона навіть перевищила середній західноєвропейський рівень. Були створені додаткові робочі місця. Розвивається система соціального забезпечення і страхування. Активно впроваджувалися плани розвитку регіонів. Допомога від держави отримували і селянство і кооперативний рух.
Голлісти продовжують бути прихильниками принципам національного суверенітету. І тим народам, які хочуть приєднатися до Республіки, дозволяється це зробити при дотриманні ідей свободи, рівності і братерства. Необхідно мати своєю метою демократичний розвиток. Голлісти підтримують принципи вільного самовизначення народів.